# Билобрк, Анте
Анте Билобрк (1919—1943) — участник народно-освободительной борьбы и народный герой Югославии.

## Биография
Происходил из бедной крестьянской семьи. После окончания начальной школы уехал в Сплит, где изучал живопись. До начала Второй мировой войны в 1941 году работал художником на верфи в Сплите. Здесь он связался с революционным рабочим движением и в 1940 году стал членом Коммунистической партии Югославии. После оккупации Королевства Югославия итальянцы арестовали его, и он провел восемь дней в тюрьме. После успешного побега из тюрьмы он уехал в родной город, где связался с местной партийной организацией и начал активно работать над подготовкой восстания. Вместе с Анте Йоничем он сформировал группу, лидером которой стал.
Участник партизанского движения, участник боевых действий. В январе 1943 года он был избран членом Национального комитета СКОJ по Хорватии. Особенно отличился в марте 1943 года, во время битвы на Неретве. Его батальон сумел отразить несколько атак усташей и принял участие в ряде боёв против четников. Затем он участвовал в спасении раненых на горе Чврсница, а также в их транспортировке через Неретву до Невесине. После битвы на Сутьеске его перевели в Первую пролетарскую ударную бригаду, где он был политическим комиссаром роты Шестого (Белградского) батальона.
Он погиб во время атаки 1-й пролетарской бригады на Власеницу в ночь с 25 на 26 июня 1943. Будучи ранен в первом же штурме, не хотел уходить из боя. Когда усташи попытались его схватить, покончил жизнь самоубийством. Указом президента ФНРЮ Иосипа Броз Тито от 27 ноября 1953 года был провозглашён народным героем.